# Intercontinental Cup (skeleton)
De Intercontinental Cup was een internationale skeletonklassement georganiseerd door de Internationale Bobslee- en Skeletonfederatie. De Intercontinental Cup stond net onder de Wereldbeker skeleton vanaf het seizoen 2007/08. Aan het einde van het seizoen 2022/23 werd de competitie stopgezet om meer atleten te laten deelnemen aan de wereldbeker. In tegenstelling tot de Wereldbeker stonden er in dezelfde week en weekend geen bobsleewedstrijden gepland op dezelfde baan.

## Winnaars

### Mannen
| Seizoen | Eerste               | Tweede                | Derde                 |
| ------- | -------------------- | --------------------- | --------------------- |
| 2007/08 | Matt Antoine         | Jeff Pain             | Andy Wood             |
| 2008/09 | Michi Halilovic      | Chris Type            | Alexander Gassner     |
| 2009/10 | Chris Type           | Matt Antoine          | Alexander Gassner     |
| 2010/11 | Alexander Gassner    | David Lingmann        | Alexander Kröckel     |
| 2011/12 | Michi Halilovic      | Charles Wlodarczak    | Ed Smith              |
| 2012/13 | Alexander Gassner    | Axel Jungk            | Dave Greszczyszyn     |
| 2013/14 | Nikita Tregoebov     | Anton Batoejev        | Aleksandr Moetovin    |
| 2014/15 | David Swift          | Paul Fraser           | Pavel Koelikov        |
| 2015/16 | Martin Rosenberger   | Alexander Gassner     | Kilian von Schleinitz |
| 2016/17 | Jerry Rice           | Evan Neufeldt         | Vladislav Martsjenkov |
| 2017/18 | Felix Keisinger      | Kilian von Schleinitz | Michael Zachrau       |
| 2018/19 | Jung Seung-gi        | Craig Thompson        | Kim Ji-soo            |
| 2019/20 | Christopher Grotheer | Chen Wenhao           | Dave Greszczyszyn     |
| 2020/21 | Felix Seibel         | Kilian von Schleinitz | Vladislav Semjonov    |
| 2021/22 | Jevgeni Roekosoejev  | Felix Seibel          | Felix Keisinger       |
| 2022/23 | Alexander Gassner    | Felix Seibel          | Jacob Salisbury       |

### Vrouwen
| Seizoen | Eerste             | Tweede                | Derde           |
| ------- | ------------------ | --------------------- | --------------- |
| 2007/08 | Lindsay Alcock     | Julia Eichhorn        | Amy Gough       |
| 2008/09 | Katharina Heinz    | Amy Gough             | Donna Creighton |
| 2009/10 | Kathleen Lorenz    | Lucy Chaffer          | Katharina Heinz |
| 2010/11 | Sophia Griebel     | Michelle Kelly        | Lena Joch       |
| 2011/12 | Rose McGrandle     | Donna Creighton       | Sophia Griebel  |
| 2012/13 | Katharina Heinz    | Robynne Thompson      | Rose McGrandle  |
| 2013/14 | Tina Hermann       | Jacqueline Lölling    | Laura Deas      |
| 2014/15 | Donna Creighton    | Micaela Widmer        | Cassie Hawrysh  |
| 2015/16 | Katie Uhlaender    | Lanette Prediger      | Anna Fernstädt  |
| 2016/17 | Lanette Prediger   | Savannah Graybill     | Donna Creighton |
| 2017/18 | Lanette Prediger   | Janine Becker         | Madison Charney |
| 2018/19 | Anna Fernstädt     | Ashleigh Fay Pittaway | Megan Henry     |
| 2019/20 | Kelly Curtis       | Susanne Kreher        | Katie Uhlaender |
| 2020/21 | Susanne Kreher     | Corinna Leipold       | Aljona Frolova  |
| 2021/22 | Susanne Kreher     | Hallie Clarke         | Sophia Griebel  |
| 2022/23 | Jacqueline Lölling | Corinna Leipold       | Amelia Coltman  |